# Ospedale di Santa Maria del Buon Gesù
L'Ospedale di Santa Maria del Buon Gesù' è un edificio storico, antico ospedale, che sorge sulla centrale Piazza della Cattedrale di Fabriano, nelle Marche.
L'edificio di a portico con bifore costituisce un notevole esempio dell'architettura gotica della regione, ed ospita dal 2006 la Pinacoteca civica Bruno Molajoli.

## Storia

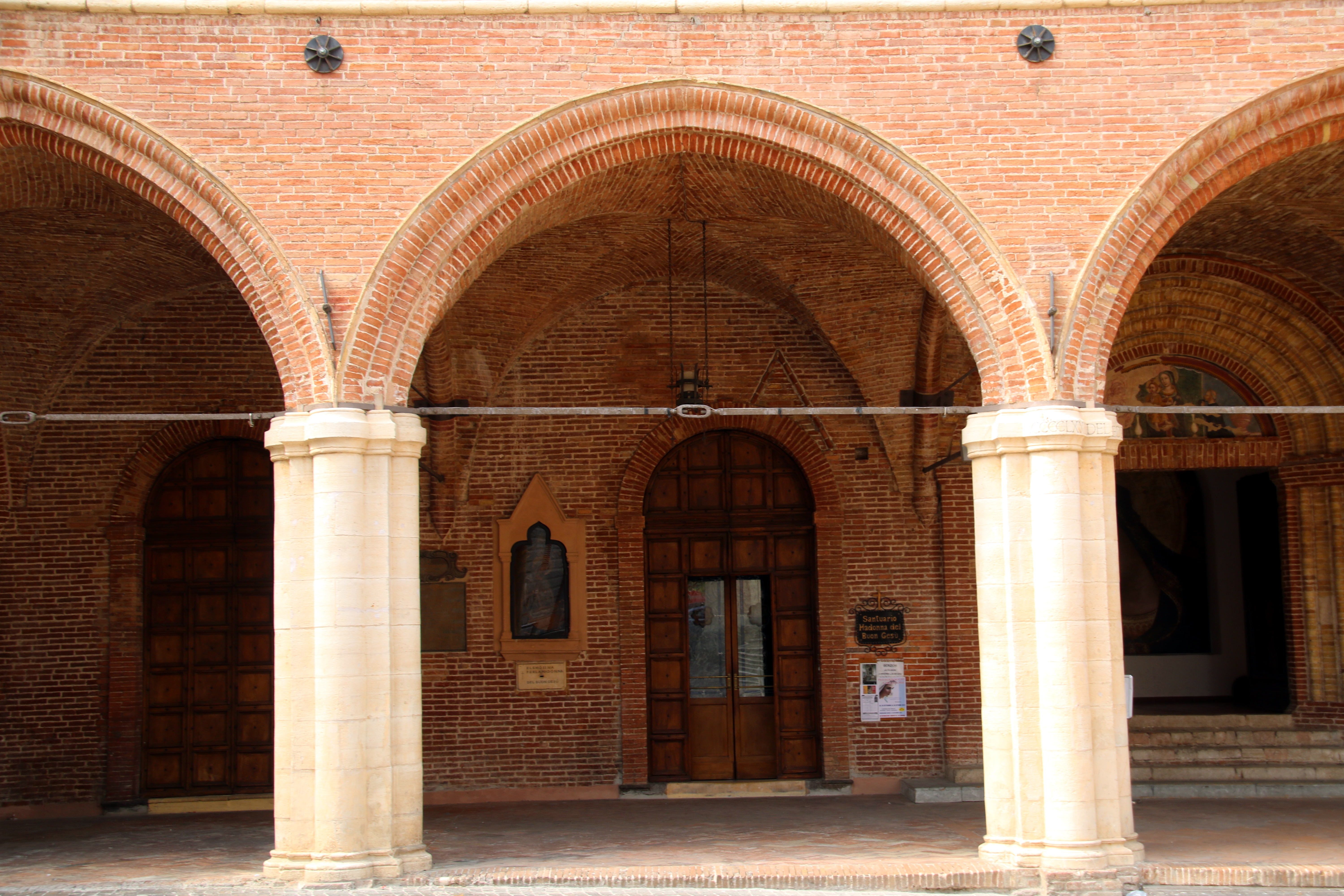
Particolare del portico.

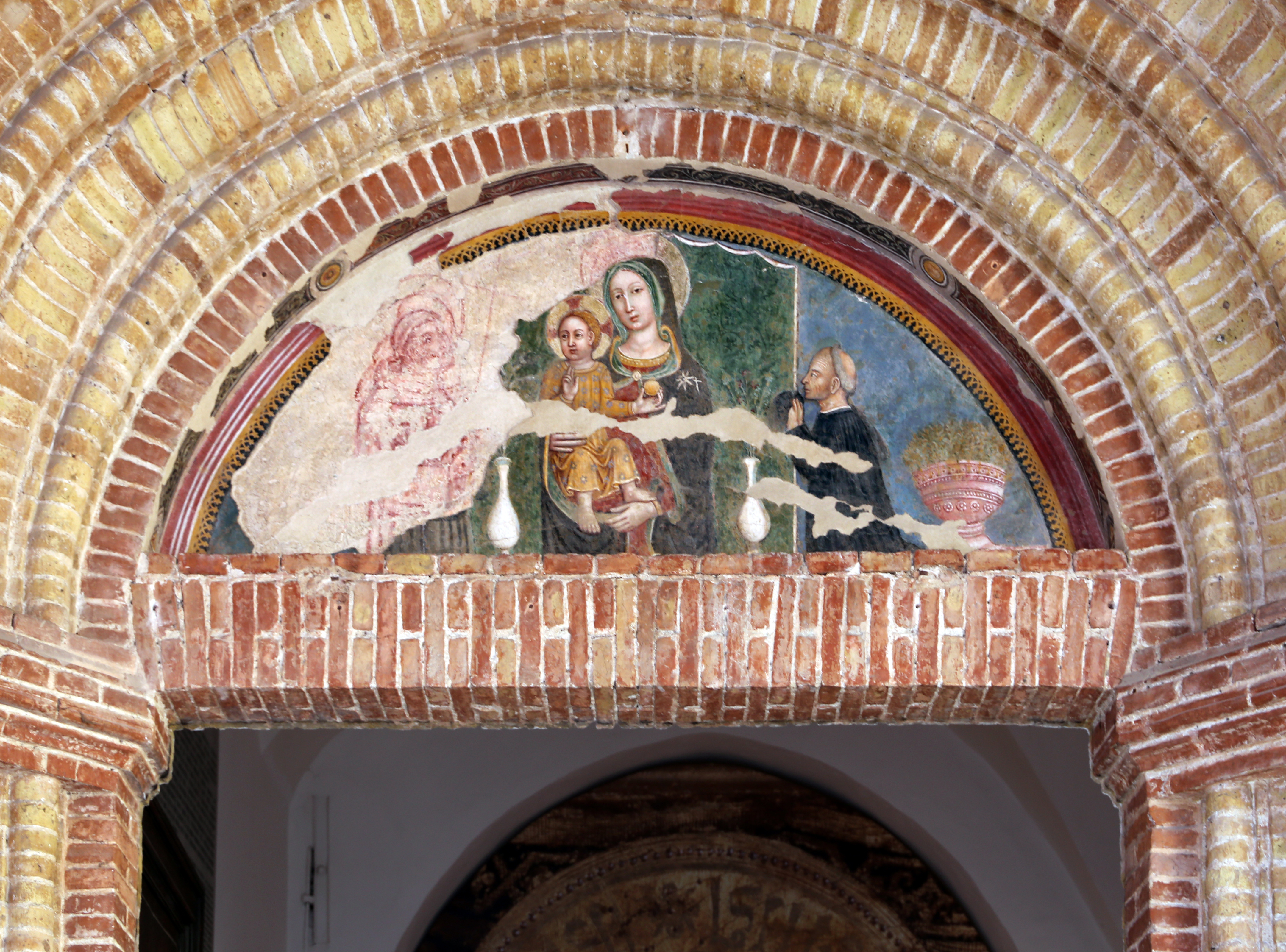
affresco della lunetta del portale, Maestro di Staffolo.

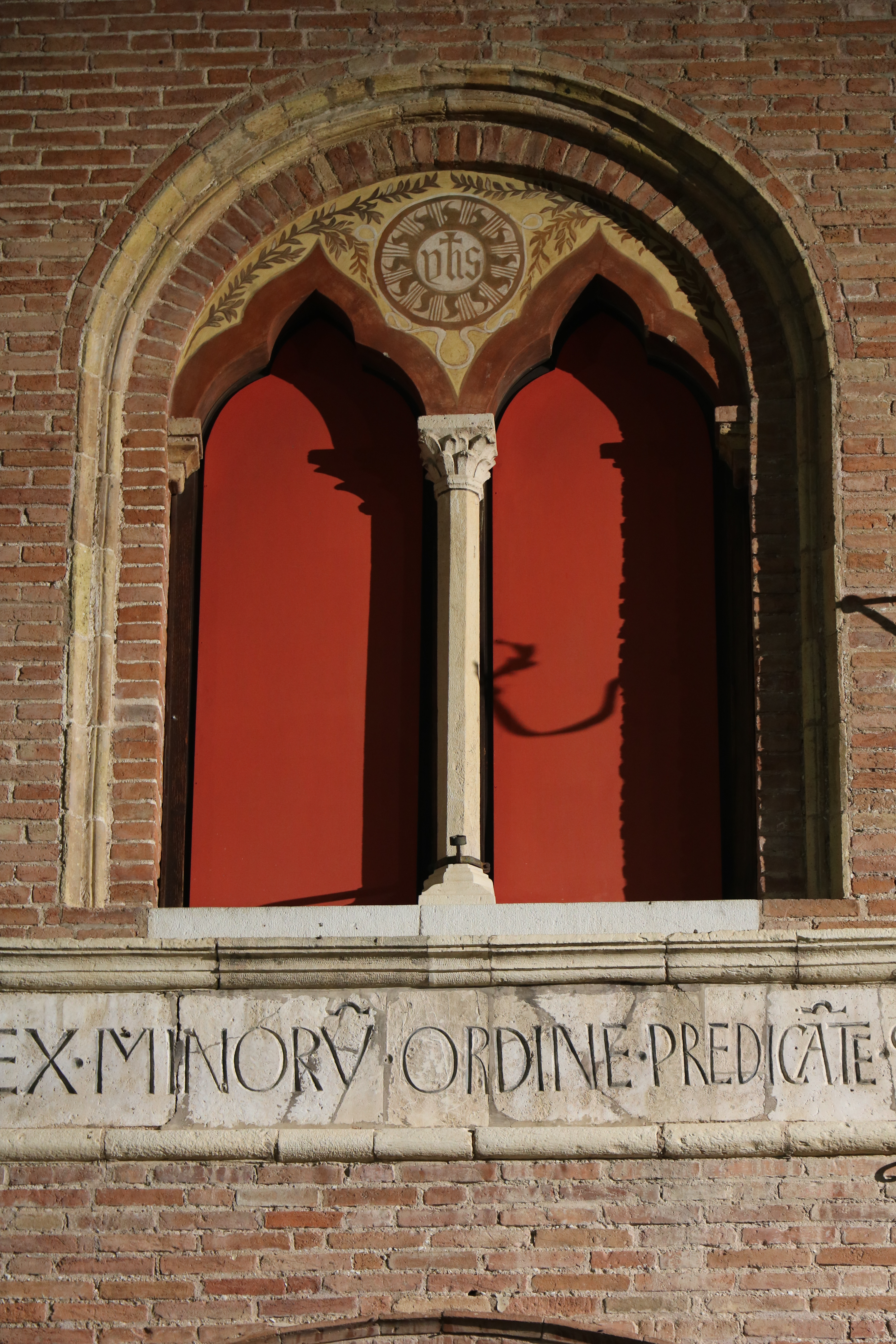
Una bifora della facciata.

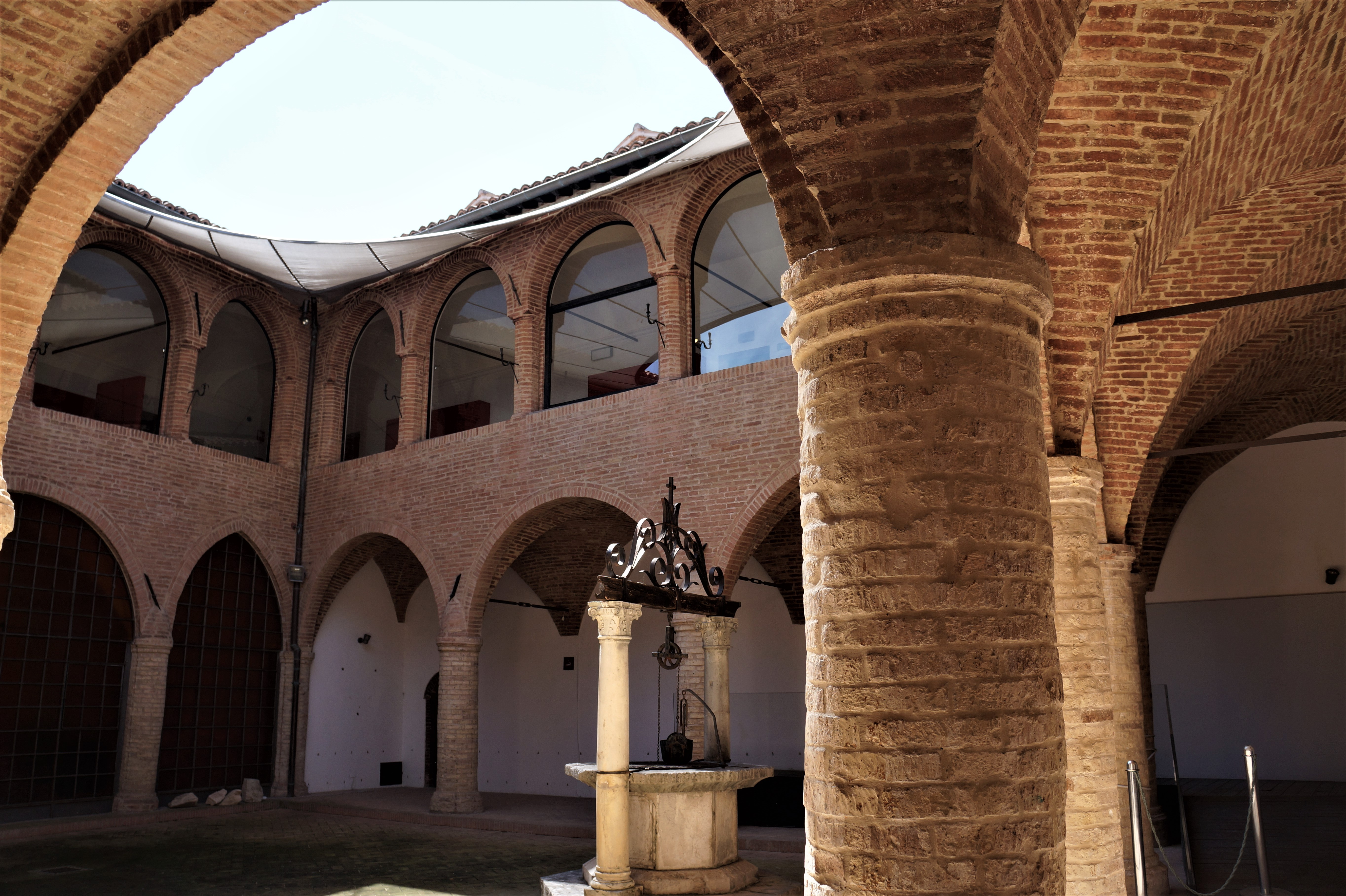
Il Chiostro.

Si vollero riunire le varie strutture ospedaliere presenti in città in un unico edificio. Allora un primo progetto per il complesso venne realizzato nel XIV secolo da Bernardo Rossellino. L'approvazione arrivò il 20 ottobre del 1456 con breve di papa Callisto III, principalmente, per opera di San Giacomo della Marca. La costruzione ebbe inizio il 21 ottobre del 1456 ad opera dei Notabili della città e grazie ai capitali di diversi ospizi e confraternite che, già dedite al soccorso degli indigenti e degli orfani, furono soppresse al fine di finanziarlo.
All'ospedale era strettamente collegato il Santuario della Madonna del Buon Gesù.
Danneggiamento nel XVIII secolo da un terremoto, che fece crollare l'adiacente torre del Palazzo del Podestà, l'Ospedale viene trasferito vicino alla chiesa di Sant'Agostino; vi resta il Brefotrofio con il titolo di San Giuseppe. L'istituzione si occupava di accogliere, allevare ed educare i bambini abbandonati e provvedere alla loro custodia presso nutrici o "balie" fino al nono anno. I maschi non erano più assistiti mentre le femmine venivano accolte nel conservatorio, da dove uscivano o per collocarsi a servizio o per sposarsi, ricevendo, in quest'ultimo caso, un sussidio dotale di lire 106.40 oltre a 26.00 corrisposte nel giorno delle nozze.
La dote dell'istituto, grazie ad elargizione dei privati e alla beneficenza municipale, venne portata in breve tempo ad una rendita annua di oltre 1800 scudi. L'edificio è stato utilizzato come brefotrofio femminile fino al 1983 e in seguito come istituto psicopedagogico.
Ristrutturato negli anni Novanta su progetto dell'architetto Bruno Rossi, accolse la pinacoteca nel 1994.
Durante la seconda guerra mondiale una bomba scoppiò davanti alla facciata nel 1945 danneggiando l'edicola con l'affresco del Maestro di Staffolo. Venne restaurata. Altri eventi danneggiarono la struttura, come l'evento sismico del 26 settembre 1997 (rottura per schiacciamento dei pilastri del chiostro). Restaurata, la pinacoteca fu riaperta al pubblico nel 2007.

## Descrizione
L'edificio venne eretto a partire dal 1456 seguendo uno stile ancora parzialmente tardogotico. La facciata è caratterizzata, in basso, da un portico di cinque arcate a sesto leggermente acuto di diversa ampiezza, che poggiano su pilastri cruciformi e sorreggono volte a crociera. Nella parte superiore si aprono finestre altrettante bifore ad archetti trilobati, inscritte entro un arco a tutto sesto. Tra le bifore è un'edicola dipinta inizialmente con una Madonna col Bambino, che fu poi ricostruita in quanto danneggiata da una bomba nel 1945.
Sotto il portico è un'altra edicola contenente un affresco con una Madonna in adorazione del Bambino con un offerente francescano, detta Madonna della culla, opera del cosiddetto Maestro di Staffolo, databile al 1456-60 circa, una delle quattro versioni di questo soggetto, forse derivato da un originale perduto di Gentile da Fabriano.
Nella lunetta del portale di ingresso è un altro affresco del Maestro di Staffolo con la Madonna col Bambino, un Santo non identificabile e un donatore, degli stessi anni.

### Chiesa di Santa Maria del Buon Gesù
L'adiacente Chiesa di Santa Maria del Buon Gesù, facente parte del complesso, conserva lo stendardo, dipinto intorno al 1456 dal Maestro di Staffolo, raffigurante un'altra Madonna in adorazione del Bambino detta Madonna del Buon Gesù. All'interno la chiesa è decorata da affreschi seicenteschi del fiorentino Andrea Boscoli.
Nel chiostro, tutto in laterizi, su due ordini arcate, si trova una vera da pozzo a pianta ottagonale realizzata nel 1483 da Lodovico Antonio da Firenze.

## Pinacoteca civica

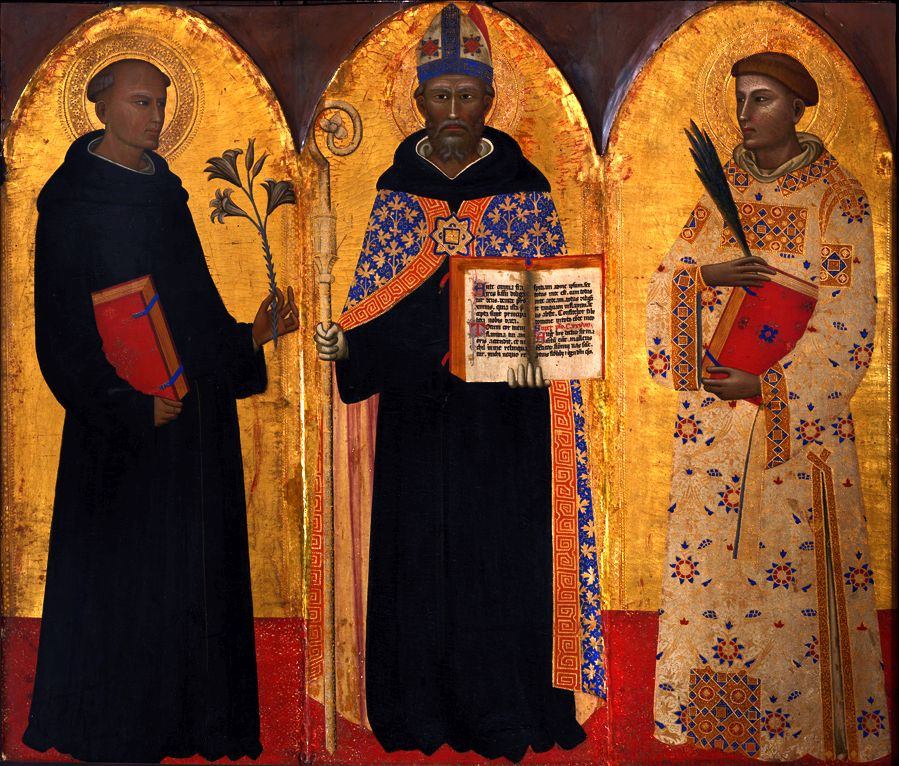
San Nicola da Tolentino, Sant’Agostino e Santo Stefano, di Allegretto Nuzi, nell pinacoteca civica.

Nacque nel 1862 ed era prima locata nel Palazzo comunale. Dal 2007 è accolta in questo luogo.
La collezione storica si distingue soprattutto per la sezione di Arte medievale che raccoglie affreschi, tavole e rare sculture lignee della seconda metà del XIII e del XIV secolo: in particolare si segnalano le opere di Scuola fabrianese, di alcuni anonimi maestri giotteschi e di Allegretto Nuzi. I secoli successivi sono poi documentati da alcune personalità artistiche come Antonio da Fabriano, eccentrico protagonista del 1400 marchigiano, Simone De Magistris, pittore visionario di Caldarola, e Orazio Gentileschi, notissimo maestro caravaggesco. Infine, a partire da ottobre 2015 è stata allestita una nuova sezione di arte contemporanea, che raccoglie i principali artisti del '900 italiano donata da Ester Merloni alla città di Fabriano.